# Rorippa ventanensis
Rorippa ventanensis är en korsblommig växtart som beskrevs av Osvaldo Boelcke. Rorippa ventanensis ingår i släktet fränen, och familjen korsblommiga växter. Inga underarter finns listade i Catalogue of Life.